# Natalia Joukova (joueuse d'échecs)
Pour les articles homonymes, voir Natalia Joukova et Joukova.
Natalia Joukova ou Zhukova (en ukrainien : Наталія Олександрівна Жукова) est une joueuse d'échecs ukrainienne née le 5 juin 1979 à Dresde en Allemagne, titulaire du titre de grand maître international. 
Au 1er septembre 2013, elle est la 35e joueuse mondiale avec un classement Elo de 2 456 points.

## Biographie et carrière

### Compétitions de jeunes
Joukova a remporté de nombreux championnats dans sa jeunesse, tant à l'échelon européen que mondial. 
En 1993, elle remporte le championnat d'Europe des filles de moins de 14 ans à Szombathely, en Hongrie, et l'année suivante, elle remporte le championnat des moins de 16 ans à Băile Herculane, en Roumanie.
En 1994, elle remporte le championnat du monde des moins de 16 ans à Szeged, en Hongrie.
En 1995, elle est 2e du championnat du monde junior féminin à Halle, en Allemagne.

### Championnats du monde féminins
Au tournoi interzonal de Chișinău (Moldavie) en 1995, qualificatif pour le tournoi des candidates de 1997, Natalia Joukova finit avec 6,5/13 au milieu du tableau.
En 2000, elle est battue en quart de finale du championnat du monde par la championne du monde, Xie Jun. En 2004, elle perd au troisième tour face à la Bulgare, Antoaneta Stefanova, vainqueur du championnat du monde 2004. En 2006, elle est battue au deuxième tour par Hou Yifan. En 2008, 2010, 2015, 2017 et 2018, elle est éliminée dès le premier tour. En 2012, elle perd au troisième tour face à Ju Wenjun.
| Année | Lieu                    | Résultat                                              | Ultime adversaire                                     | Adversaires battues                                   |
| ----- | ----------------------- | ----------------------------------------------------- | ----------------------------------------------------- | ----------------------------------------------------- |
| 1995  | Chișinău                | 25e-31e du tournoi interzonal avec 6,5 points sur 13. | 25e-31e du tournoi interzonal avec 6,5 points sur 13. | 25e-31e du tournoi interzonal avec 6,5 points sur 13. |
| 2000  | New Delhi               | quart de finale (quatrième tour)                      | Xie Jun                                               | Erika Sziva, Joanna Dworakowska Xu Yuhua              |
| 2001  | Moscou                  | absente du championnat du monde                       | absente du championnat du monde                       | absente du championnat du monde                       |
| 2004  | Elista                  | troisième tour (huitième de finale)                   | Antoaneta Stefanova                                   | Svetlana Petrenko Nadejda Kosintseva                  |
| 2006  | Iekaterinbourg, Russie  | deuxième tour                                         | Hou Yifan                                             | Shen Yang                                             |
| 2008  | Naltchik, Russie        | premier tour                                          | Katerina Rogonian                                     |                                                       |
| 2010  | Antakya, Turquie        | premier tour                                          | Marina Romanko                                        |                                                       |
| 2012  | Khanty-Mansiïsk, Russie | troisième tour (huitième de finale)                   | Ju Wenjun                                             | Guo Qi Humpy Koneru                                   |
| 2015  | Sotchi                  | premier tour                                          | Inna Gaponenko                                        |                                                       |
| 2017  | Téhéran                 | premier tour                                          | Nino Khourtsidzé                                      |                                                       |
| 2018  | Khanty-Mansiïsk         | premier tour                                          | Ni Shiqun                                             |                                                       |

### Championne d'Europe
Elle remporte le championnat d'Europe féminin en 2000 à Batoumi en Géorgie puis à nouveau en 2015 à Tchakvi en Géorgie.

### Championne d'Ukraine
En 1996, Natalia Joukova finit 1re-2e du championnat d'Ukraine féminin, le titre revenant à Tatiana Melamed grâce à un meilleur départage.
En 2019, elle remporte le championnat national au départage devant Ioulia Osmak.

### Compétitions par équipe
Elle fait partie de l'équipe nationale ukrainienne féminine depuis qu'elle a 17 ans, en 1996. Elle partage la première place au championnat national féminin la même année. 
Elle défend le premier échiquier féminin au cours de l'Olympiade de Turin en 2006 où l'Ukraine remporte la médaille d'or par équipe.
En 2012, elle fait partie de l'équipe nationale ukrainienne à l'Olympiade d'échecs féminine d'Istanbul où son équipe finit troisième.
En 2013 elle fait partie de l'équipe d'Ukraine championne d'Europe d'Échecs féminine par équipe à Varsovie.
En 2014 elle participe à l'Olympiade d'échecs de 2014 à Tromsø dans l'équipe représentant l'Ukraine qui termine quatrième. Elle y gagne la médaille d'or individuelle au 4e échiquier.

### Grand maître international
En octobre 2007, la Fédération internationale des échecs lui attribue le titre (mixte) de grand maître international (mixte) à la condition que son classement dépasse les 2 500 points au cours d'un tournoi. Le titre lui est finalement attribué en 2010.

### Vie privée
Elle fut l'épouse du grand maître russe Aleksandr Grichtchouk.